# Декларація Ріо-де-Жанейро (1992)
Декларація Ріо-де-Жанейро про навколишнє середовище і розвиток 1992 — декларація з основними принципами екологічного права, прийнята на конференції Організації Об'єднаних Націй з навколишнього середовища і розвитку в червні 1992 року в Ріо-де-Жанейро (Саміт Землі). Декларація розвиває положення, що містяться в декларації конференції Організації Об'єднаних Націй з проблем навколишнього середовища, прийнятої в Стокгольмі 16 червня 1972 року (Стокгольмська декларація), і містить в собі 27 принципів екологічно коректної поведінки світової спільноти.